# Castillo de Raby
El Castillo de Raby es un castillo medieval ubicado cerca de Staindrop en el condado de Durham, Inglaterra.  La propiedad donde se ubica el castillo tiene una extensión de 200 acres (809 372 m²). Fue construido por John Neville, tercer barón Neville de Raby, aproximadamente entre 1367 y 1390. En el castillo nació Cecilia Neville, la madre de los Reyes Eduardo IV de Inglaterra y Ricardo III de Inglaterra. Después de que Charles Neville, VI conde de Westmorland, lideró el fallido Levantamiento del Norte a favor de María I de Escocia en 1569, el Castillo de Raby fue puesto bajo custodia real. Sir Henry Vane el Viejo compró el castillo en 1626 y el castillo vecino de Barnard a la Corona, y los condes de Darlington y los duques de Cleveland agregaron un vestíbulo de entrada de estilo gótico y un salón octogonal. De 1833 a 1891 fueron los duques de Cleveland los dueños del castillo y conservan el título de Lord Barnard. Se llevaron a cabo amplias modificaciones en los siglos XVII y XVIII. Es famoso tanto por su tamaño como por su arte, que incluye obras de viejos maestros y retratos. Después de 1733 fue frecuentado desde la corta edad de once años por el poeta Christopher Smart, quien se fugó brevemente a los trece años con Anne Vane, hija de Henry Vane, quien le sucedió al título de Barnard. El castillo esta enlistado como monumento clasificado del Reino Unido y esta abierto al público por temporadas.
El castillo sigue siendo una casa privada y sigue siendo la sede de la familia Vane, los barones Barnard. Debido a la dedicación del XI Barón a las extensas obras de renovación y restauración, se han conservado muchas de las raras características arquitectónicas del interior del castillo.

## Historia

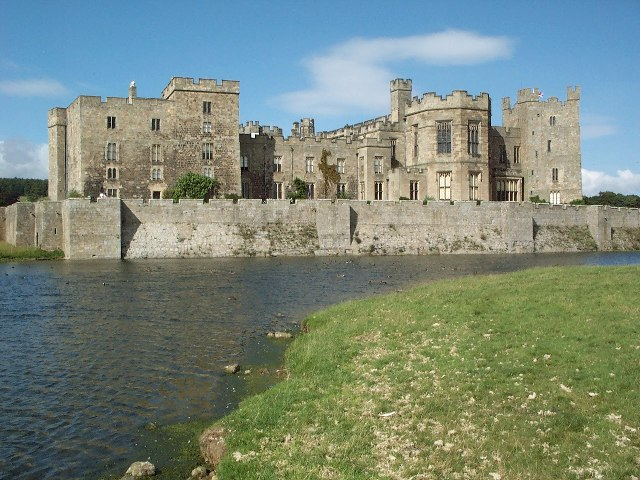
El frente sur del castillo de Raby.

La casa de Neville ocupó el señorío de Raby desde el Siglo XIII y aunque la familia no tenía título formal, a partir de 1295 fueron convocados al Parlamento como Barones de Raby.
Ralph Neville, primer barón Neville de Raby, fue el primero en ser convocado al Parlamento. Su heredero, John Neville (1299 / 1300-1335), se convirtió en miembro de la casa de Thomas, segundo conde de Lancaster, comenzando el vínculo de la familia con los condes de Lancaster. El Castillo de Raby era el caput de la familia, su sede del poder, y puede haber habido una casa fortificada en el sitio del edificio actual desde alrededor del año 1300. En el siglo XIV, los Neville comenzaron a reconstruir varias de sus propiedades en el norte de Inglaterra, incluido el castillo de Raby, aproximadamente entre 1367 y 1390. En los últimos años del siglo, los Neville se estaban convirtiendo en una de las familias más poderosas del norte de Inglaterra, comparable a la Casa de Percy, que había sido nombrado conde de Northumberland en 1377.
En 1378, Thomas Hatfield, obispo de Durham, otorgó a John de Neville una licencia para fortificar su propiedad en Raby. John murió en 1388 y fue sucedido por su hijo Ralph Neville, I conde de Westmorland. Casi nada de los documentos de la familia sobrevive de este período, por lo que hay poca evidencia documental de la construcción del Castillo de Raby. La datación se basa principalmente en detalles arquitectónicos. En palabras del historiador Anthony Emery, la obra "la convirtió de una casa defendible en un palacio-fortaleza".
Ralph fue nombrado conde de Westmorland el 29 de septiembre de 1397 por Ricardo II de Inglaterra como recompensa por su lealtad ante los disturbios políticos. Sin embargo, la asociación tradicional de su familia con los condes de Lancaster significó que cuando Enrique de la Casa de Lancaster invadió en julio de 1399, Neville se puso del lado de Enrique. Neville ayudó a persuadir a Ricardo II para abdicar y Enrique fue coronado como Enrique IV. Neville fue nombrado Conde mariscal de Inglaterra el día de la coronación de Enrique y Caballero de la Orden de la Jarretera en 1403.
Henry Neville, quinto conde de Westmorland, murió en 1564 y fue sucedido por su hijo, Charles Neville, VI conde de Westmorland. Los Neville eran católicos y Charles fue uno de los líderes del fallido Levantamiento del Norte en 1569 contra la Isabel I de Inglaterra quien era protestante. Debido a la gravedad de la amenaza a la Corona, más de 800 rebeldes fueron ejecutados y Charles Neville y Thomas Percy (conde de Westmorland y otro líder de la rebelión) huyeron al exilio. En 1571 se emitió un atacante contra Neville y sus tierras fueron confiscadas por la Corona.

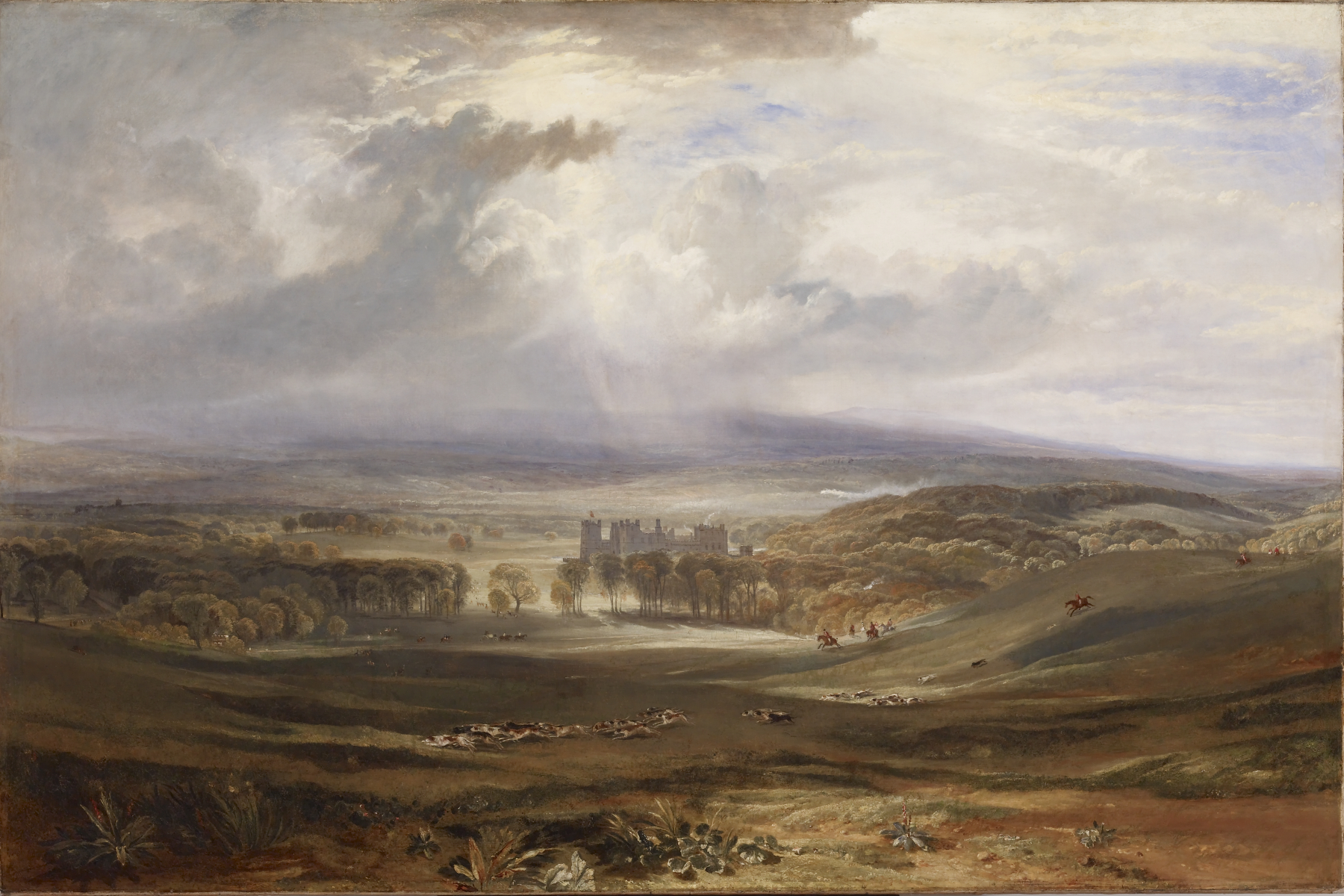
Castillo de Raby y su paisaje a principios del siglo XIX. Obra de J. M. W. Turner, Walters Art Museum, Baltimore.

Después del Levantamiento del Norte, el castillo pasó a ser propiedad de la Corona durante más de cuarenta y tres años antes de ser comprado por Henry Vane el Viejo. Quedó impresionado por el tamaño y las tierras, en contraste con el castillo de Barnard, que estaba rodeado por la ciudad circundante. La Casa de Vane fue responsable de gran parte de la modernización del castillo, especialmente el interior. Esto incluyó la renovación de la capilla medieval y el salón.
La familia condujo una calzada a través del castillo, causando mucho daño a su tejido medieval. El arquitecto William Burn llevó a cabo reformas en el castillo de Raby entre 1843 y 1848, incluida la adición de nuevos techos al gran salón y la capilla y la adición de un salón a una de las torres en estilo jacobino. La familia actual es responsable de la gran colección de arte del castillo.
El 17 de marzo de 1849, Guillermo, el entonces príncipe de Orange, subió al trono de los Países Bajos. En ese momento era un invitado de la duquesa de Cleveland en el Castillo de Raby.
En 1890 murió el ex cuarto duque de Cleveland, dejando poco clara la línea de sucesión del castillo y sus vastas propiedades. El caso se decidió en 1891 cuando el Comité de Privilegios de la Cámara de los Lores consideró que su pariente, Henry de Vere Vane, era el noveno barón Barnard y heredero de las vastas propiedades de Raby. Sin embargo, no heredó el título de duque de Cleveland, que se extinguió.
El Castillo de Raby está abierto al público todos los años entre mayo y septiembre y en Semana Santa. En 2007/08 alrededor de 26.000 personas visitaron el castillo.

## Diseño

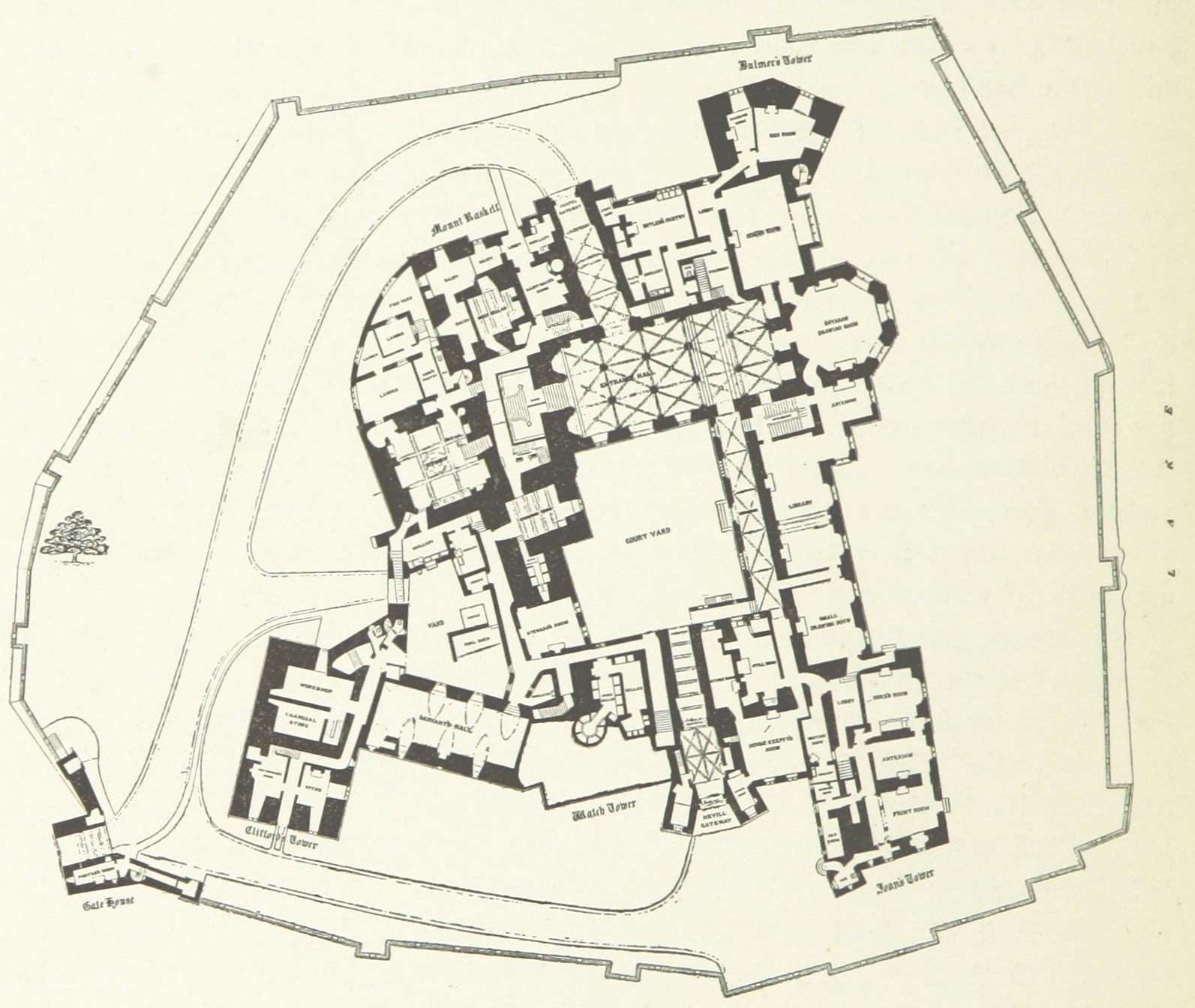
Un plano del castillo de Los castillos de Inglaterra de JD Mackenzie: su historia y estructura.

El Castillo de Raby tiene un plan irregular, con nueve torres a lo largo de su perímetro. La entrada principal estaba en el oeste a través del Puerta de Neville de cuatro pisos. El acceso a la puerta de entrada se realizaba a través de un puente levadizo, que desde entonces fue reemplazado por una calzada enlosada. La puerta de entrada originalmente contenía tres rastrillos, como lo demuestran las ranuras aún visibles que se usan para trabajarlos. Dos torres más pequeñas al lado de la puerta de entrada no tienen función defensiva y se agregaron durante las renovaciones de Henry Vane, II conde de Darlington.
El acceso a la puerta de entrada se realiza a través de una puerta a través del muro cortina, que se eleva a una altura de diez metros desde las aguas del foso. Se refuerza periódicamente con torres de contrafuerte y forma la segunda línea de defensa, siendo el foso la primera. El pasaje a lo largo del Pretil era el antiguo Adarve en el que se ubicaban los guardias. Se pueden encontrar pasajes similares en el Castillo de York y alrededor de la ciudad de Oxford. Los edificios del castillo rodean un patio central. Formando su lado este se encuentra el gran salón, también conocido como el Salón del Barón. Los interiores de la cocina medieval y la torre del homenaje están casi intactos.

## Arte
El castillo es famoso por sus obras de arte, en su mayoría coleccionadas por la familia Vane, incluidos antiguos maestros y retratos familiares. Los artistas famosos cuyo trabajo está en la colección del castillo incluyen a Luca Giordano, Anton van Dyck y Joshua Reynolds. The Small Drawing Room tiene una excelente colección de pinturas deportivas, que reflejan los intereses de la familia, que incluye obras de Ben Marshall, Henry Bernard Chalon y Sir Alfred Munnings, entre otros.
Hay algunas bellas pinturas en la biblioteca, incluidos dos caprichos arquitectónicos, uno de Marco y Sebastiano Ricci y el otro de Antonio Joli. Varios retratos incluyen dos pinturas de Peter Lely de Lady Mary Sackville y Louise de Kerouaille, un retrato de William Bankes por Pompeo Batoni y otros miembros de la familia, incluidos Sir Henry Vane el Viejo y Sir Henry Vane el Joven, este último en una vez gobernador de Massachusetts.
Las imágenes de la ante-biblioteca pertenecen principalmente a las escuelas de pintura holandesa y flamenca e incluyen obras de Pieter de Hooch y David Teniers el Joven. El comedor contiene algunas de las pinturas más impresionantes del castillo, incluidas las obras de Joshua Reynolds y Sir Anthony van Dyck. Las pinturas de esta sala son en su mayoría retratos de miembros de la familia o asociados.
| Artista o medio                   | Título o descripción del tema                                                                  |
| --------------------------------- | ---------------------------------------------------------------------------------------------- |
| Godfrey Kneller                   | Alexander Pope en su vigésimo octavo año                                                       |
| JSC Schaak                        | José interpretando el sueño del jefe panadero del faraón                                       |
| William Hoare de Bath             | William Murray, primer conde de Mansfield                                                      |
| Círculo de Charles Jarvis         | Un caballero desconocido, posiblemente uno de los hijos de Gilbert Vane, segundo barón Barnard |
| Michiel Jansz. van Mierevelt      | Sir Henry Vane el Viejo                                                                        |
| Círculo de Joris Van Son          | Una composición de frutas y langostas                                                          |
| Claude Joseph Vernet              | Una escena costera rocosa                                                                      |
| Peter Lely                        | Sir Henry Vane el Joven                                                                        |
| Francesco da Ponte Bassano        | Un mercado de frutas y verduras                                                                |
| Robert Walker                     | Oliver Cromwell                                                                                |
| Aert van der Neer                 | Escena del río a medianoche                                                                    |
| Cornelis de Vos                   | Un caballero y su esposa, que se cree que son Jakob Jordans y su esposa o Syders y su esposa   |
| Círculo de Van Dyck               | James Hamilton, primer Lord Hamilton                                                           |
| Anton van Dyck                    | Sir John Finch, Lord Finch de Fordwich                                                         |
| Joshua Reynolds PRA               | Lady Katherine Margaret Powlett                                                                |
| Atribuido a William Hoare de Bath | William Pulteney, primer conde de Bath                                                         |
| Luca Giordano                     | Marcus Curtius saltando al golfo                                                               |
| Jacopo Amigoni                    | Frederick, Príncipe de Gales                                                                   |
| Thomas Barker                     | El regreso del leñador                                                                         |
| Hiram Powers                      | La esclava griega                                                                              |